# Daniil Jewgenjewitsch Sobtschenko
Daniil Jewgenjewitsch Sobtschenko (russisch Даниил Евгеньевич Собченко, ukrainisch Данило Євгенович Собченко/Danylo Jewhenowytsch Sobtschenko; * 13. April 1991 in Kiew, Ukrainische SSR; † 7. September 2011 in Tunoschna bei Jaroslawl) war ein russisch-ukrainischer Eishockeyspieler, der während seiner Karriere bei Lokomotive Jaroslawl in der Kontinentalen Hockey-Liga unter Vertrag stand.

## Karriere
Daniil Sobtschenko begann seine Karriere als Eishockeyspieler in seiner Heimatstadt in der Nachwuchsabteilung des HK Sokol Kiew. Von dort wechselte er in die Nachwuchsabteilung des russischen Erstligisten Lokomotive Jaroslawl, für dessen zweite Mannschaft er von 2007 bis 2009 in der drittklassigen Perwaja Liga aktiv war. Anschließend gab der Center in der Saison 2009/10 für Lokomotives Profimannschaft sein Debüt in der Kontinentalen Hockey-Liga. In seinem Rookiejahr konnte er sich auf Anhieb in der KHL durchsetzen und in 41 Spielen fünf Tore und eine Vorlage erzielen. Parallel kam er in sechs Spielen für Lokomotives Juniorenmannschaft in der multinationalen Nachwuchsliga Molodjoschnaja Chokkeinaja Liga zum Einsatz und steuerte vier Vorlagen bei.
Die Saison 2010/11 begann Sobtschenko parallel in Lokomotives KHL-Team sowie bei deren Junioren in der MHL. Beim NHL Entry Draft 2011 wurde er in der sechsten Runde als insgesamt 166. Spieler von den San Jose Sharks ausgewählt. Am 7. September 2011 kam er bei einem Flugzeugabsturz bei Jaroslawl ums Leben.

### International
Für Russland nahm Sobtschenko an der U20-Junioren-Weltmeisterschaft 2011 teil, bei der er mit seiner Mannschaft die Goldmedaille gewann. Zum Titelgewinn trug er mit vier Toren und drei Vorlagen in sieben Spielen bei. Drei Jahre zuvor hatte er bereits an der World U-17 Hockey Challenge 2008 teilgenommen.

## Erfolge und Auszeichnungen
- 2011 Goldmedaille bei der U20-Junioren-Weltmeisterschaft

## Karrierestatistik

### International
Vertrat Russland bei:
- World U-17 Hockey Challenge 2008
- U20-Junioren-Weltmeisterschaft 2011

(Legende zur Spielerstatistik: Sp oder GP = absolvierte Spiele; T oder G = erzielte Tore; V oder A = erzielte Assists; Pkt oder Pts = erzielte Scorerpunkte; SM oder PIM = erhaltene Strafminuten; +/− = Plus/Minus-Bilanz; PP = erzielte Überzahltore; SH = erzielte Unterzahltore; GW = erzielte Siegtore; 1 Play-downs/Relegation; Kursiv: Statistik nicht vollständig)